# Хили, Остин
Остин Шон Хили (англ. Austin Sean Healey, родился 26 октября 1973 года в Уолласи) — английский регбист, игравший на позиции защитника за клуб «Лестер Тайгерс» и выступавший за сборную Англии (51 игра) и за британскую сборную «Британские и ирландские львы» (13 игр в турне 1997 и 2001 годов). Выступал на позициях скрам-хава (полузащитника схватки), флай-хава (блуждающего полузащитника), фуллбэка (замыкающего) и вингера (крыльевого). Достаточно часто выходил на замену. Известен под прозвищем «Лестерская губа» (англ. The Leicester Lip). Вне карьеры спортсмена стал известен в 2008 году как участник танцевального реалити-шоу «Strictly Come Dancing» (в паре с Эрин Боаг занял 4-е место).

## Биография

### Регбийная карьера
Хили учился в начальной школе Бидстон-Авеню и колледже Святого Ансельма в Биркенхеде, а также Городском университете Лидса (политехническое отделение). Регбийную карьеру начал в 1990 году за клуб «Биркенхед Парк». В 1992 году дебютировал за сборную Англии до 21 года, затем пришёл в сборную Англии A (вторую сборную) и в составе клуба «Барбарианс» совершил в 1996 году турне по Японии.
В 1994—1996 годах он выступал за «Оррелл», после чего перешёл в «Лестер Тайгерс». В «Оррелле» Хили играл на позиции вингера (крыльевого) и аутсайд-центра (внешнего центрового), в «Лестере» он стал скрам-хавом (полузащитником схватки). Дебют Хили за сборную Англии состоялся в 1997 году на Кубке пяти наций в матче против Ирландии. В 1997 году он отправился в турне с командой «Британские и ирландские львы» в ЮАР, где провёл 3 официальные игры и 3 неофициальные. Также Хили участвовал в Кубках пяти (позднее шести) наций с 1998 по 2002 годы и принял участие в чемпионате мира по регби в 1999 году. В сезоне 1999/2000 Хили был признан лучшим игроком сезона в клубе «Лестер Тайгерс».
Тренер команды Боб Дуайер ставил Хили играть на позицию вингера, чтобы помогать фиджийскому скрам-хаву Уайсале Сереви, и с этих пор Хили также стал играть на позиции вингера в сборной Англии. В связи с травмой южноафриканца Джоэля Странски, игравшего на позиции флай-хава, и неготовностью австралийца Пэта Ховарда и Энди Гуда тренеры решили поставить Остина Хили на позицию флай-хава, однако его выступления на позиции флай-хава не были выдающимися. Единственный раз он сыграл на позиции в 2000 году во время турне в ЮАР в первом тест-матче: из-за пищевого отравления Джонни Уилкинсон не вышел на поле.
В 2001 году в финале Кубка Хейнекен 2000/2001 против французского «Стад Франсе» Хили вышел в стартовом составе на позиции скрам-хава (флай-хавом был Энди Гуд), однако в конце матча он перешёл на позицию Гуда и совершил прорыв, позволив Леону Ллойду занести победную для клуба попытку и принести «Лестер Тайгерс» победу в Кубке. Через год в финале Кубка Хейнекен «Лестер Тайгерс» играл против «Манстера», и там Остин Хили занёс вторую и победную попытку своего клуба, позволив защитить титул обладателей Кубка Хейнекен.
Благодаря блестящему выступлению в 2001 году Остин Хили снова попал в заявку сборной Англии на Кубок шести наций, а также принял участие в турне Британских и ирландских львов по Австралии, где показал хорошую игру, но получил травму и пропустил ряд встреч. Тем не менее, Хили оказался в центре скандала, когда в газете «The Guardian» появилось интервью, в котором Хили нелестно отозвался о замке сборной Австралии Джастине Харриссону. Харрисон же вышел в третьем тест-матче и принёс сокрушительную победу австралийцам, после чего пошли слухи, что именно слова Хили стали мотивацией для Харрисона. После своего возвращения из Австралии Хили выступал за сборную Англии вплоть до лета 2002 года, когда его не взяли на турне по Аргентине. Он выступал на позиции фуллбэка, скрам-хава и вингера, дважды вышел на замену. Только осенью он вернулся в сборную, сыграв в матчах против Австралии, Новой Зеландии и ЮАР (во всех случаях он выходил на замену, а Англия победила во всех трёх встречах).
В сезоне 2004/2005 Хили набрал форму и готов был вернуться в сборную Англии в связи с травмами английских защитников, однако тренер англичан Энди Робинсон так и не вызвал Хили в сборную Англии, включив его только в предварительный список участников турне Британских и ирландских львов 2005 года в Новой Зеландии. Возмущённый Хили написал язвительную заметку в «The Guardian», заявив буквально следующее:

Слыхали свежие новости из лагеря «львов»? Клайв отправляет Энди Робинсона сегодня на карнавал. Он нарядится тыквой, и все будут думать, что в полночь он превратится в настоящего тренера!
Оригинальный текст (англ.)Have you heard the latest from the Lions' camp? Clive's sending Andy Robinson to a fancy dress party tonight. He's going as a pumpkin, they're hoping when it gets to midnight he'll turn into a real coach!

Позднее Хили говорил, что он не ходит в любимчиках у Робинсона, как и Робинсон не является его любимым тренером. Сезон 2004/2005 для Хили сложился неудачно: в чемпионате Англии «Лестер Тайгерс» в решающем матче проиграли «Лондон Уоспс». Через год Хили стал вице-капитаном клуба и выводил команду как скрам-хав и флай-хав на матчи еврокубков, выйдя на пик формы. Фактически он выдавил с этих позиций Гарри Эллиса и Энди Гуда. В финале «Лестер Тайгерс» играли с «Сейл Шаркс» и потерпели поражение. Расстроенный Хили выбросил серебряную медаль, которой был награждён, заявив, что недостоин носить «медаль неудачников». В том же сезоне он завершил карьеру игрока.

## Вне карьеры регбиста
По окончании карьеры игрока Хили объявил о том, что будет работать в банке Credit Suisse и параллельно будет спортивным аналитиком на программах Би-би-си. В 2008 году он выступил в шестом сезоне танцевального реалити-шоу «Strictly Come Dancing» с новозеландской танцовщицей Эрин Боэг и занял 4-е место, покинув шоу на 12-й неделе. 23 декабря того же года Остин Хили и Гари Линекер приняли участие в рождественском выпуске «Who Wants to Be a Millionaire?» и выиграли 50 тысяч фунтов стерлингов, которые были переданы благотворительной организации Nicholls Spinal Injury Foundation.
В марте 2009 года на телеканале ITV Хили представил программу «The Big Tackle», вышедшую в поддержку развития регбийных клубов в Англии. В январе того же года он сдал базовые тренерские экзамены, чтобы получить возможность консультировать регбийные команды. За время съёмок программы он встретился с игроками своего первого клуба «Биркенхед Парк» и как начинающий тренер поработал в тренерских штабах клубов «Бристоль Барбарианс», «Уитни Энджелс», «Росслин Парк» и команды Университета Сассекса.
В апреле Хили принял участие в телешоу «Beat the Star», в котором соревновался с менеджером Гленном Кларком и победил по очкам 22:14, выиграв половину конкурсов. Также Хили назначили капитаном одной из команд в шоу «Hole in the Wall» наравне с актёром Джо Суошом из сериала «Жители Ист-Энда». 13 июля 2009 года он провёл первый выпуск шоу «The Fuse», а 4 января 2013 года принял участие в телеигре «Mastermind».